# 2021年塔斯馬尼亞州選舉
2021年塔斯曼尼亚州选举於2021年5月1日举行，此次選舉选出澳大利亚塔斯馬尼亞州下议院全部25个议席。
此次选举，塔斯曼尼亚州工党的莉碧嘉·怀特在投票日当地时间晚上十点承认落败 ，而现任（2021年）州长彼得·古德温亦於同一晚宣布塔斯曼尼亚州自由党胜出选举 。